# Бескарагай (Аккулинський район)
Бескарага́й (каз. Бесқарағай) — село у складі Аккулинського району Павлодарської області Казахстану. Адміністративний центр та єдиний населений пункт Кизилагаського сільського округу.
Населення — 522 особи (2021; 821 у 2009, 1278 у 1999, 1705 у 1989).
Національний склад станом на 1989 рік:
- казахи — 64 %
- росіяни — 25 %